# Скандолара Равара (Кремона)
Скандолара Равара (итал. Scandolara Ravara) је насеље у Италији у округу Кремона, региону Ломбардија.
Према процени из 2011. у насељу је живело 1088 становника. Насеље се налази на надморској висини од 31 м.

## Становништво
Према резултатима пописа становништва 2011. у општини је живело 1.466 становника.
| 1931. | 1936. | 1951. | 1961. | 1971. | 1981. | 1991. | 2001. | 2011. |
| ----- | ----- | ----- | ----- | ----- | ----- | ----- | ----- | ----- |
| 2.881 | 2.888 | 2.757 | 2.516 | 1.976 | 1.724 | 1.578 | 1.585 | 1.466 |